# سوی‌هوا
سوی‌هوا (به چینی: 绥化市) یک شهر در سطح ولایت در جمهوری خلق چین است که در استان هئی‌لونگ‌جیانگ واقع شده‌است.
منطقهٔ شهری اصلی سوی‌هوا (منطقه بئی‌لین) در فاصله‌ای حدود ۱۲۰ کیلومتری شمال مرکز استان، شهر هاربین قرار گرفته است.
آزادراه‌های ملی و استانی از چهار جهت، سوی‌هوا را به سایر نقاط هئی‌لونگ‌جیانگ متصل می‌کنند. آزادراه ملی G1111 از سوی‌هوا به جنوب و به هاربین می‌رود، این آزادراه به شرق و به یی‌چون ادامه دارد. آزادراه ملی G1117، به شمال و به هئی‌هه می‌رود، و آزادرا استانی S18 به غرب و به شهر داچینگ. این چهار آزادراه در محدودهٔ شهری اصلی سوی‌هوا (منطقه بئی‌لین) به هم رسیده و آزادراه کنارگذر حلوقی اطراف این شهر تشکیل می‌دهند.
خطوط راه‌آهن نیز این شهر را به نقاط فوق‌الذکر در شمال، شرق، و جنوب متصل می‌کنند. ایستگاه قطار سوی‌هوا در شرق منطقهٔ شهری اصلی 
سوی‌هوا (منطقه بئی‌لین) قرار دارد. خط قطار سریع‌السیر هاربین-یی‌چون نیز در دست ساخت است، و ایستگاهی در جنوب منطقه بئی‌لین خواهد داشت.

## خصوصیات
شهر سوی‌هوا ۳۴٬۸۷۳٫۱۲ کیلومترمربع مساحت و ۳٬۷۵۶٬۱۶۷ نفر جمعیت دارد.

## خواهرخوانده
شهر بلوگورسک، استان آمور خواهرخواندهٔ سوی‌هوا هست.

## شهرها و شهرستان‌ها
|                                  |           |               |            |                      |             |  |  |  |  |  |
| نام                              | حروف چینی | پین‌یین        | جمعیت-۱۳۹۹ | مساحت (کیلومتر مربع) | تراکم جمعیت |  |  |  |  |  |
| منطقه بئی‌لین                     | 北林区    | Běilín Qū     | ۶۹۸٬۰۲۵    | ۲٬۷۵۳٫۶۰             | ۲۵۳٫۵۰      |  |  |  |  |  |
| شهر آن‌دا (شهر در سطح شهرستان)    | 安达市    | Āndá Shì      | ۳۵۷٬۵۳۵    | ۳٬۵۹۸٫۷۵             | ۹۹٫۳۵       |  |  |  |  |  |
| شهر ژاودونگ (شهر در سطح شهرستان) | 肇东市    | Zhàodōng Shì  | ۶۶۶٬۵۳۲    | ۴٬۳۲۳٫۱۲             | ۱۵۴٫۱۸      |  |  |  |  |  |
| شهر های‌لون (شهر در سطح شهرستان)  | 海伦市    | Hǎilún Shì    | ۴۸۰٬۲۱۶    | ۴٬۶۴۲٫۲۷             | ۱۰۳٫۴۴      |  |  |  |  |  |
| شهرستان چینگ‌آن                   | 庆安县    | Qìng'ān Xiàn  | ۲۶۰٬۵۹۲    | ۵٬۴۴۶٫۷۱             | ۴۷٫۶۷       |  |  |  |  |  |
| شهرستان چینگ‌گانگ                 | 青冈县    | Qīnggāng Xiàn | ۲۸۷٬۵۵۷    | ۲٬۶۸۰٫۱۶             | ۱۰۷٫۲۹      |  |  |  |  |  |
| شهرستان سوی‌لینگ                  | 绥棱县    | Suílíng Xiàn  | ۲۱۱٬۹۰۷    | ۴٬۳۱۱٫۰۹             | ۴۹٫۱۵       |  |  |  |  |  |
| شهرستان لان‌شی                    | 兰西县    | Lánxī Xiàn    | ۳۰۸٬۶۸۴    | ۲٬۴۸۳٫۹۷             | ۱۲۴٫۲۷      |  |  |  |  |  |
| شهرستان مینگ‌شوی                  | 明水县    | Míngshuǐ Xiàn | ۱۹۸٬۲۷۱    | ۲٬۲۹۷٫۰۲             | ۸۶٫۳۲       |  |  |  |  |  |
| شهرستان وانگ‌کوی                  | 望奎县    | Wàngkuí Xiàn  | ۲۸۶٬۸۴۸    | ۲٬۳۱۶٫۴۳             | ۱۲۳٫۸۳      |  |  |  |  |  |